# Plutodes signifera
Plutodes signifera är en fjärilsart som beskrevs av W. Warren 1896. Plutodes signifera ingår i släktet Plutodes och familjen mätare. Inga underarter finns listade i Catalogue of Life.